# Maïk Darah
Maïk Darah, pseudonimo di Marie-Christine Paula Darah (7 febbraio 1954), è un'attrice, doppiatrice e cantante francese.

## Biografia
È la voce francese di: Whoopi Goldberg (attrice che ha anche conosciuto), Viola Davis e Octavia Spencer.

## Filmografia parziale
- Morire d'amore, regia di André Cayatte (1970)
- Cauchemar, regia di Noël Simsolo (1980)
- L'Été de nos quinze ans, regia di Marcel Jullian (1983)
- La Baston, regia di Jean-Claude Missiaen (1985)
- Taxi Boy, regia di Alain Page (1986)